# Patrick Murphy (politiker)
Patrick Murphy, född 19 oktober 1973 i Philadelphia, Pennsylvania, är en amerikansk demokratisk politiker. Han representerade delstaten Pennsylvanias åttonde distrikt i USA:s representanthus 2007–2011.
Murphy avlade juristexamen vid Widener University. Han undervisade i statsrätt vid United States Military Academy. Han deltog i Irakkriget i USA:s armé och befordrades till kapten. Han fick utmärkelsen Bronze Star efter sin krigstjänst.
Murphy vann knappt mot den sittande kongressledamoten Mike Fitzpatrick i mellanårsvalet i USA 2006. Han omvaldes två år senare mot republikanen Tom Manion och oberoende kandidaten Tom Lingenfelter.